# Райнгау-Таунус (район)
Райнгау-Таунус (нем. Rheingau-Taunus-Kreis) — район в Германии. Центр района — город Бад-Швальбах. Район входит в землю Гессен. Подчинён административному округу Дармштадт. Занимает площадь 811 км². Население — 183,1 тыс. чел. (2010). Плотность населения — 226 человек/км².
Официальный код района — 06 4 39.
Район подразделяется на 17 общин.

## Города и общины
1. Таунусштайн (28 923)
2. Идштайн (23 093)
3. Эльтвилль (17 569)
4. Нидернхаузен (14 461)
5. Эстрих-Винкель (11 713)
6. Гайзенхайм (11 559)
7. Бад-Швальбах (10 701)
8. Хюнштеттен (10 204)
9. Рюдесхайм (9665)
10. Хайденрод (7958)
11. Шлангенбад (6247)
12. Хоэнштайн (6095)
13. Арберген (6051)
14. Валлуф (5568)
15. Вальдемс (5535)
16. Кидрих (3944)
17. Лорх (3817)

(30 июня 2010)